# 頭棘筋
頭棘筋（とうきょくきん、英語: spinalis capitis muscle）は、長背筋のうち、前胸の深層に位置する筋肉である。棘筋のうち、頸棘筋と胸棘筋、頭棘筋の3部に分けられたものの一方である。第1～第7頸椎横突起を起始とし、前側上方に向かって走り、大後頭孔に付着する。頭半棘筋の一部ともされる。
頭部および脊柱の後屈、側屈を行う。